# Tabel van gemeenten in Drenthe
Hieronder staat een tabel van alle gemeenten in de Nederlandse provincie Drenthe.
| Gemeente       | Inwoners | Landoppervlakte (km²) | Grootste plaatsen                                                          | Locatie        |
| -------------- | -------- | --------------------- | -------------------------------------------------------------------------- | -------------- |
| Aa en Hunze    | 25.853   | 276,09                | Annen, Eext, Gasselternijveen, Rolde                                       | Kaart gemeente |
| Assen          | 69.691   | 81,89                 | Assen, Loon, Ubbena                                                        | Kaart gemeente |
| Borger-Odoorn  | 26.014   | 274,53                | Nieuw-Buinen, Borger, Valthermond, Tweede Exloërmond                       | Kaart gemeente |
| Coevorden      | 35.723   | 296,07                | Coevorden, Dalen, Schoonoord, Sleen                                        | Kaart gemeente |
| Emmen          | 109.361  | 335,18                | Emmen, Emmer-Compascuum, Erica, Klazienaveen, Nieuw-Amsterdam, Schoonebeek | Kaart gemeente |
| Hoogeveen      | 56.581   | 127,54                | Hoogeveen, Hollandscheveld, Elim                                           | Kaart gemeente |
| Meppel         | 35.814   | 55,53                 | Meppel, Nijeveen                                                           | Kaart gemeente |
| Midden-Drenthe | 34.093   | 340,51                | Beilen, Westerbork, Bovensmilde, Smilde                                    | Kaart gemeente |
| Noordenveld    | 31.674   | 199,41                | Norg, Peize, Roden                                                         | Kaart gemeente |
| Tynaarlo       | 34.730   | 143,00                | Eelde, Paterswolde, Vries, Zuidlaren                                       | Kaart gemeente |
| Westerveld     | 20.000   | 278,35                | Diever, Dwingeloo, Havelte                                                 | Kaart gemeente |
| De Wolden      | 24.582   | 224,55                | Zuidwolde, Ruinen, Ruinerwold, de Wijk                                     | Kaart gemeente |

Drenthe · Flevoland · Friesland · Gelderland · Groningen · Limburg · Noord-Brabant · Noord-Holland · Overijssel · Utrecht · Zeeland · Zuid-Holland